# Studánka (Hranice)

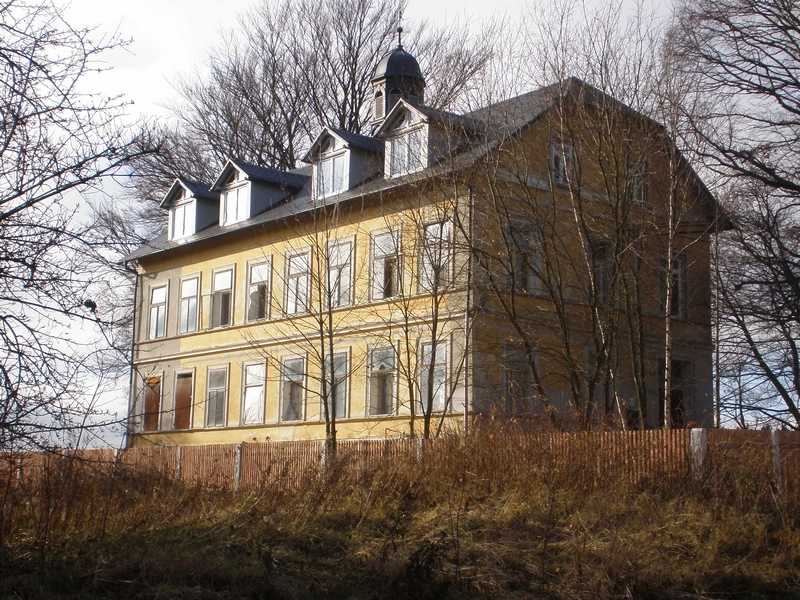
Az egykori iskolaépület

Studánka (németül Thonbrunn) Hranice településrésze Csehországban a Karlovy Vary-i kerület Chebi járásában.

## Földrajza
Az Aši-kiszögellés északnyugati részén, Hranicetől 2 km-re délre fekszik. Területe a Smrčiny hegység részét képező Asi-hegyvidéken (csehül Ašská vrchovina) belül a Studánkai-hegyvidéken (csehül Studánecká vrchovina) fekszik. A település délkeleti határában fekszik a 696 m tengerszint feletti magasságot elérő Studánkai-hegy.

## Története
Írott források elsőként 1392-ben említik, ekkor a Neuberg-család birtokolta. Neubergi Konrádtól 1413-ban Zedtwitz György vette meg. A  15. századi háborúskodásokban elpusztult település a 16. században újra benépesült. Erődítményének utolsó nyomait az 1980-as évekbeli területrendezési földmunkák semmisítették meg. Iskoláját 1760-ban létesítették. Mosodáját, mely az As-vidék első gőzgéppel ellátott mosodája volt, 1826-ban építették, többszöri korszerűsítése által egészen 1945-ig működött. Az iskola új épületét 1892-ben avatták fel. Az első világháború előtti években a 700 lakosú település közigazgatásilag Podhradí (németül Neuberg) településhez tartozott, a háború utáni években önálló községgé vált. A második világháború utáni években német lakosságát kitelepítették, ekkor lakosainak száma felére csökkent. 1975-ben Hranice községhez csatolták, jelenleg is annak településrészét képezi. Modern lakótelepét az 1970-es években építették.

## Lakossága
| Év            | 1850 | 1930 | 1947 | 1961 | 1970 | 2001 |
| ------------- | ---- | ---- | ---- | ---- | ---- | ---- |
| Lakosok száma | 437  | 873  | 308  | 227  | 308  | 330  |

## Nevezetessége
- A település határában elterülő Bystřina - Lužní potok természetvédelmi terület, mely a szocializmus évtizedei alatt tiltott övezetnek számító határsáv által, háborítatlan állapotában fennmaradt. Erdeiben az európai törpekuvik is előfordul.

## Közlekedés
- Közúton a 217-es számú Aš – Hranice úton érhető el.
- Vasúton a 148-as számú Cheb–Hranice v Čechách-vasútvonalon érhető el. Az egykori vasútállomásának romos épületét lezárták, vasúti megállója a Nový Rybník (magyarul Új halastó) mellett található.

## Képtár

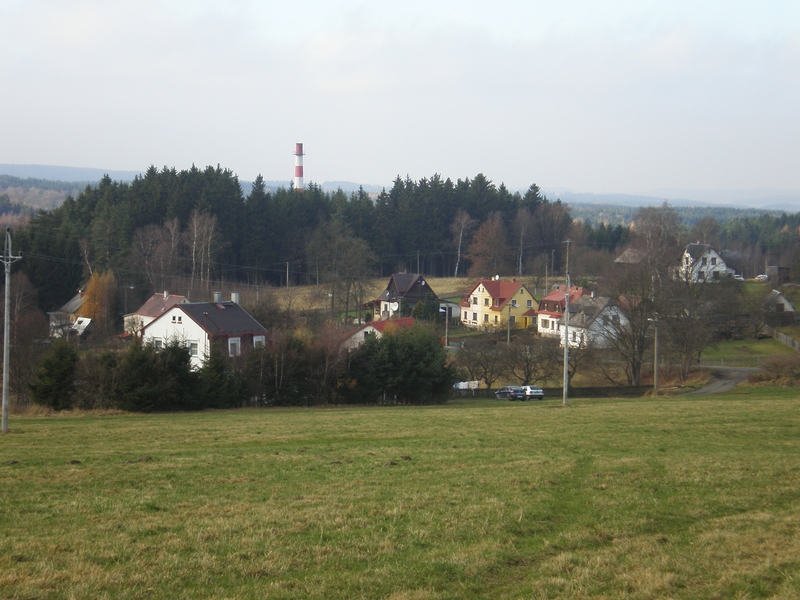
Studánka
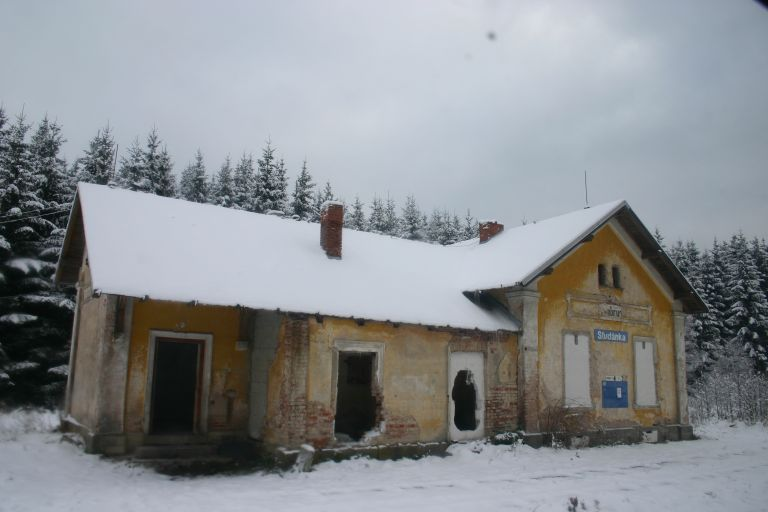
Az egykori vasútállomás romos épülete

## Fordítás
- Ez a szócikk részben vagy egészben a Studánka (Hranice) című cseh Wikipédia-szócikk ezen változatának fordításán alapul.  Az eredeti cikk szerkesztőit annak laptörténete sorolja fel. Ez a jelzés csupán a megfogalmazás eredetét és a szerzői jogokat jelzi, nem szolgál a cikkben szereplő információk forrásmegjelöléseként.